# Stockankare

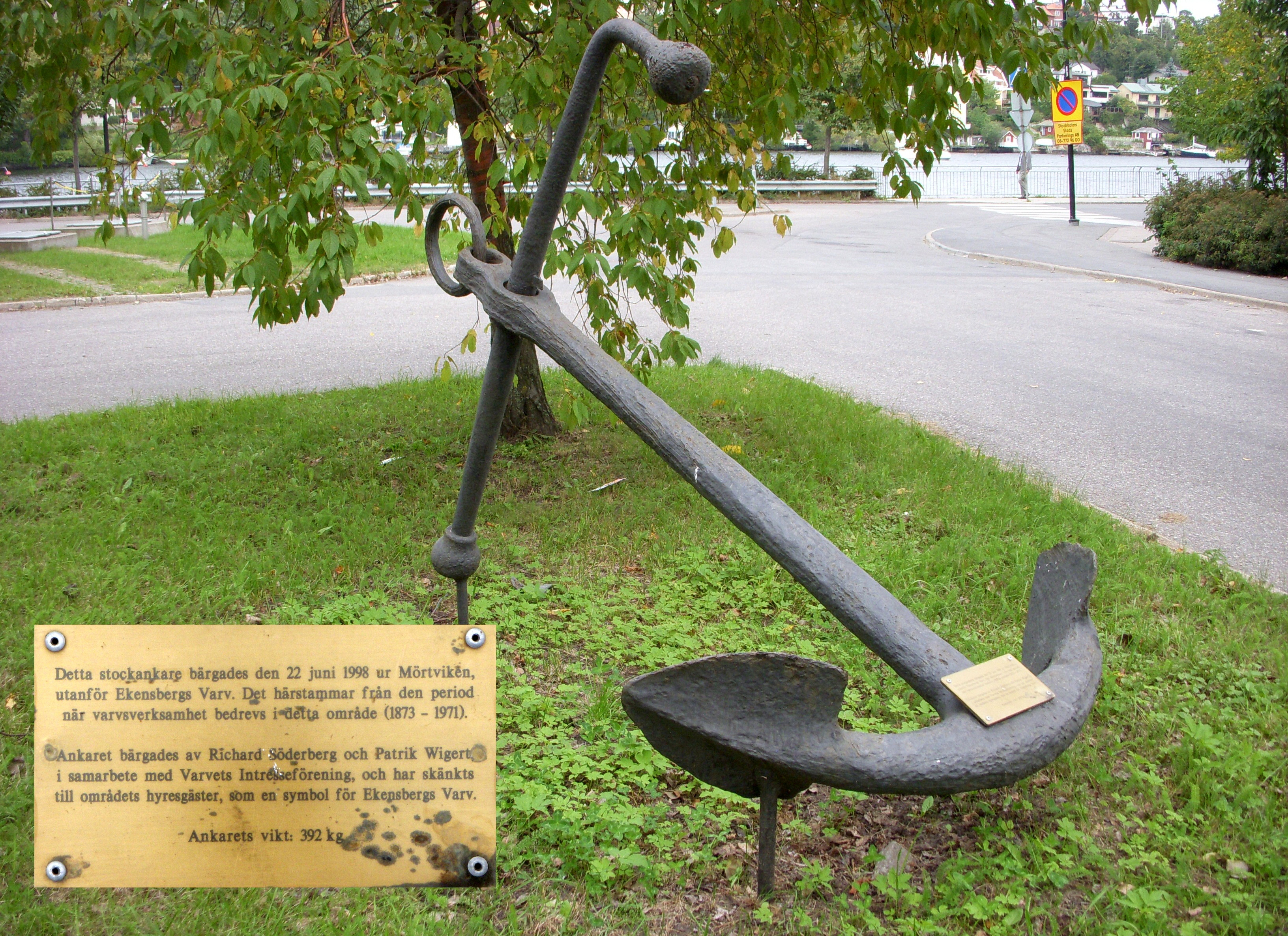
Stockankare

Stockankare är en äldre typ av ankare. Namnet syftar på överändens tvärslå som såg till att ankaret vändes rätt på havsbottnen så att ett fly (hulling) kunde gräva ner sig. På senare modeller är stocken ersatt av ett rundjärn. Rundjärnet kallas alltjämt för stock och har en böj i ena ändan. Böjen är till för att ankaret skall kunna fällas ihop och lättare förvaras på däck. Stockankaret används inte längre i någon större utsträckning. 
Inom kristendom är ankaret en symbol för hoppet. (Se "Tro, hopp och kärlek")